# Louise Harriers Wippern
Louise Harriers Wippern (Hildesheim, Baixa Saxònia, 1835 - Görbersdorf, Silèsia, 1878) fou una soprano alemanya. Soprano d'excepcionals facultats, feu el seu debut a Berlín el 1857 en el rol d'Aghata a Der Freischütz i l'Alicia de Robert le Diable. Assolí un èxit tan gran que fou contractada de forma permanent allà. El 1859 es casà amb l'arquitecte Harriers a Bückeburg. La temporada del 1864 actuà al Covent Garden de Londres i també les dues temporades següents. Soprano d'excepcionals facultats, perquè abordava amb la mateixa facilitat el gènere dramàtic que el lleuger, i ensems notable actriu, fou durant molts anys la cantant favorita dels públics de Berlín, i d'altres principals teatres d'Alemanya. A partir de 1868 pati una afecció de la gola, no obstant continuà actuant fins al 1871 en què se li debilità la veu i la força i es va veure obligada a retirar-se.